# Liste der Nummer-eins-Hits in Singapur (2003)
Diese Liste der Nummer-eins-Hits in Singapur 2003 basiert auf den offiziellen Chartlisten der RIAS. Es wurden zwei getrennte Charts für asiatische und internationale Alben erhoben.

## Alben (asiatisch)
| ← 2002 ← | Liste der Nummer-eins-Hits in Singapur | Liste der Nummer-eins-Hits in Singapur | Liste der Nummer-eins-Hits in Singapur | 2004 →                                                               |
| \| Zeitraum \| Wo. ges. \| Interpret \| Titel \| Zusätzliche Informationen \| \| (Zeitraum, Wochen auf Platz eins, Interpret, Titel, zusätzliche Informationen) \| \| \| \| \| \| ------------------------------------------------------------------------------ \| -------- \| -------------------- \| ----------------------- \| -------------------------------------------------------------------- \| \| 4. Januar 2003 – 24. Januar 2003 3 Wochen \| 3 \| 5566 \| 1st Album[1][2] \| – \| \| 31. Mai 2003 – 6. Juni 2003 1 Woche \| 1 \| Various Artists \| 80年代巨星在现[3] \| – \| \| 7. Juni 2003 – 13. Juni 2003 1 Woche (insgesamt 2) \| 2 \| Jolin Tsai / 蔡依林 \| Magic / 看我七十二变[3] \| – \| \| 28. Juni 2003 – 4. Juli 2003 1 Woche (insgesamt 2) \| 2 \| Jolin Tsai / 蔡依林 \| Magic / 看我七十二变[4] \| – \| \| 5. Juli 2003 – 25. Juli 2003 3 Wochen \| 3 \| Cyndi Wang / 王心凌 \| Cyndi Begin[4][5] \| – \| \| 19. Juli 2003 – 25. Juli 2003 1 Woche \| 1 \| Jay Chou / 周杰伦 \| Ye Hui Mei / 叶惠美[5] \| Ye Hui Mei platzierte sich gemeinsam mit Cyndi Begin auf Platz eins. \| \| 8. November 2003 – 21. November 2003 2 Wochen \| 2 \| Ho Yeow Sun / 何耀珊 \| 孤单旅行[6] \| – \| \| 22. November 2003 – 28. November 2003 1 Woche \| 1 \| Steve Chou / 周传雄 \| Dubbing[7] \| – \| |                                        |                                        |                                        |                                                                      |
| ← 2002 |                                        |                                        |                                        | → 2004 →                                                             |
| Zeitraum | Wo. ges.                               | Interpret                              | Titel                                  | Zusätzliche Informationen                                            |
| (Zeitraum, Wochen auf Platz eins, Interpret, Titel, zusätzliche Informationen) |                                        |                                        |                                        |                                                                      |
| 4. Januar 2003 – 24. Januar 2003 3 Wochen | 3                                      | 5566                                   | 1st Album                              | –                                                                    |
| 31. Mai 2003 – 6. Juni 2003 1 Woche | 1                                      | Various Artists                        | 80年代巨星在现                         | –                                                                    |
| 7. Juni 2003 – 13. Juni 2003 1 Woche (insgesamt 2) | 2                                      | Jolin Tsai / 蔡依林                    | Magic / 看我七十二变                   | –                                                                    |
| 28. Juni 2003 – 4. Juli 2003 1 Woche (insgesamt 2) | 2                                      | Jolin Tsai / 蔡依林                    | Magic / 看我七十二变                   | –                                                                    |
| 5. Juli 2003 – 25. Juli 2003 3 Wochen | 3                                      | Cyndi Wang / 王心凌                    | Cyndi Begin                            | –                                                                    |
| 19. Juli 2003 – 25. Juli 2003 1 Woche | 1                                      | Jay Chou / 周杰伦                      | Ye Hui Mei / 叶惠美                    | Ye Hui Mei platzierte sich gemeinsam mit Cyndi Begin auf Platz eins. |
| 8. November 2003 – 21. November 2003 2 Wochen | 2                                      | Ho Yeow Sun / 何耀珊                   | 孤单旅行                               | –                                                                    |
| 22. November 2003 – 28. November 2003 1 Woche | 1                                      | Steve Chou / 周传雄                    | Dubbing                                | –                                                                    |

## Alben (international)
| ← 2002 ← | Liste der Nummer-eins-Hits in Singapur | Liste der Nummer-eins-Hits in Singapur | Liste der Nummer-eins-Hits in Singapur | 2004 →                    |
| \| Zeitraum \| Wo. ges. \| Interpret \| Titel \| Zusätzliche Informationen \| \| (Zeitraum, Wochen auf Platz eins, Interpret, Titel, zusätzliche Informationen) \| \| \| \| \| \| ------------------------------------------------------------------------------ \| -------- \| --------------- \| --------------------------------- \| ------------------------- \| \| 4. Januar 2003 – 10. Januar 2003 1 Woche \| 1 \| Various Artists \| Best of No.1 Hits 2003[1] \| – \| \| 11. Januar 2003 – 24. Januar 2003 2 Wochen \| 2 \| Avril Lavigne \| Let Go[1][2] \| – \| \| 31. Mai 2003 – 13. Juni 2003 2 Wochen \| 2 \| Various Artists \| Sentimental Hits 2[3] \| – \| \| 28. Juni 2003 – 4. Juli 2003 1 Woche \| 1 \| Various Artists \| The Very Best of Relaxing Hits[4] \| – \| \| 5. Juli 2003 – 11. Juli 2003 1 Woche \| 1 \| Various Artists \| Beautiful[4] \| – \| \| 12. Juli 2003 – 18. Juli 2003 1 Woche \| 1 \| Michael Bublé \| Michael Bublé[5] \| – \| \| 19. Juli 2003 – 25. Juli 2003 1 Woche \| 1 \| Various Artists \| The Power of Love 2[5] \| – \| \| 8. November 2003 – 14. November 2003 1 Woche \| 1 \| Blue \| Guilty[6] \| – \| \| 15. November 2003 – 28. November 2003 2 Wochen \| 2 \| Josh Groban \| Closer[6][7] \| – \| |                                        |                                        |                                        |                           |
| ← 2002 |                                        |                                        |                                        | → 2004 →                  |
| Zeitraum | Wo. ges.                               | Interpret                              | Titel                                  | Zusätzliche Informationen |
| (Zeitraum, Wochen auf Platz eins, Interpret, Titel, zusätzliche Informationen) |                                        |                                        |                                        |                           |
| 4. Januar 2003 – 10. Januar 2003 1 Woche | 1                                      | Various Artists                        | Best of No.1 Hits 2003                 | –                         |
| 11. Januar 2003 – 24. Januar 2003 2 Wochen | 2                                      | Avril Lavigne                          | Let Go                                 | –                         |
| 31. Mai 2003 – 13. Juni 2003 2 Wochen | 2                                      | Various Artists                        | Sentimental Hits 2                     | –                         |
| 28. Juni 2003 – 4. Juli 2003 1 Woche | 1                                      | Various Artists                        | The Very Best of Relaxing Hits         | –                         |
| 5. Juli 2003 – 11. Juli 2003 1 Woche | 1                                      | Various Artists                        | Beautiful                              | –                         |
| 12. Juli 2003 – 18. Juli 2003 1 Woche | 1                                      | Michael Bublé                          | Michael Bublé                          | –                         |
| 19. Juli 2003 – 25. Juli 2003 1 Woche | 1                                      | Various Artists                        | The Power of Love 2                    | –                         |
| 8. November 2003 – 14. November 2003 1 Woche | 1                                      | Blue                                   | Guilty                                 | –                         |
| 15. November 2003 – 28. November 2003 2 Wochen | 2                                      | Josh Groban                            | Closer                                 | –                         |

## Belege
1. 1 2 3  Fehler (Memento vom 6. Februar 2003 im Internet Archive)
2. 1 2  Fehler (Memento vom 6. Februar 2003 im Internet Archive)
3. 1 2 3  Fehler (Memento vom 25. Juni 2003 im Internet Archive)
4. 1 2 3 4  Fehler (Memento vom 27. Juli 2003 im Internet Archive)
5. 1 2 3 4  Fehler (Memento vom 11. August 2003 im Internet Archive)
6. 1 2 3  Fehler (Memento vom 6. Dezember 2003 im Internet Archive)
7. 1 2  Fehler (Memento vom 4. Dezember 2003 im Internet Archive)